# Vrícko
Vrícko (Hongaars: Turócremete) is een Slowaakse gemeente in de regio Žilina, en maakt deel uit van het district Martin.
Vrícko telt 471 inwoners.